# Scotopteryx euboliata
Scotopteryx euboliata är en fjärilsart som beskrevs av W. Warren 1905. Scotopteryx euboliata ingår i släktet backmätare, och familjen mätare. Inga underarter finns listade.